# Тревизо (аэропорт)
Аэропорт Тревизо, также известный как Аэропорт Сантанджело Тревизо имени Антонио Кановы или сокращённо Венеция Тревизо (ИАТА: TSF, ИКАО: LIPH), итал. L'aeroporto "Antonio Canova" di Treviso-Sant'Angelo) — коммерческий аэропорт, расположенный в трёх километрах к западу-юго-западу от итальянского города Тревизо одноимённой провинции и в 20 километрах от города Венеция.
В «Тревизо» приземляются самолеты Ryanair и других бюджетных авиакомпаний, совершающих полёты из Берлина, Лондона, Парижа и других европейских аэропортов.
После проведённой реконструкции аэропорт Тревизо удобно связан с Венецией не только маршрутом «городской автобус — электричка», но и прямыми беспересадочными маршрутами автобусов-экспресс компаний, доставляющими пассажиров в Венецию за 40-60 минут и за очень умеренную плату.
Аэропорт носит имя известного венецианского скульптора Антонио Кановы.

## Авиакомпании и направления
| Авиакомпания | Направление |
| ------------ | --- |
| Ryanair      | Бари, Берлин, Бриндизи, Брюссель, Будапешт, Валенсия, Варшава (Модлин), Гамбург, Кальяри, Катания, Краков, Ламерция-Терме, Лондон, Малага, Мальта, Марракеш, Неаполь, Палермо, Париж, София, Тенерифе, Франкфурт-на-Майне, Эдинбург, Эйндховен Рига |
| Wizz Air     | Бухарест, Кишинёв, Клуж, Скопье, Тимишоара, Яссы |
| Победа       | Москва (Внуково) |

## Информация
- Адрес: Италия, Венеция, Treviso